# Brøndby
Brøndby é um município da Dinamarca, localizado na região oriental, no condado de Copenhaga.
O município tem uma área de 21 km² e uma população de 34 354 habitantes, segundo o censo de 2003.
Neste município fica a sede do clube Brøndby IF, um clube de futebol dinamarquês muito conhecido,